# Berylliumborhydrid
Berylliumborhydrid ist eine chemische Verbindung des Berylliums aus der Gruppe der Borhydride.

## Gewinnung und Darstellung
Berylliumborhydrid kann durch Reaktion von Berylliumchlorid mit Lithiumborhydrid gewonnen werden. Die Verbindung wurde zuerst 1940 von Burg und Schlesinger synthetisiert. Sie kann auch durch Reaktion von Diboran mit Dimethylberyllium gewonnen werden.

## Eigenschaften
Berylliumborhydrid ist ein Feststoff, der heftig mit Wasser reagiert. Er sublimiert bei 91,3 °C und zersetzt sich bei Temperaturen über 123 °C. Er besitzt eine tetragonale Kristallstruktur mit der Raumgruppe I41cd (Raumgruppen-Nr. 110). Die polymere Struktur besteht aus BH4Be und BH4 Einheiten.

## Verwendung
Der Komplex von Berylliumborhydrid mit Diethylether, Be[BH4]2·(C2H5)2O, kann zur Herstellung von Berylliumhydrid verwendet werden.
{\displaystyle \mathrm {Be[BH_{4}]_{2}\cdot (C_{2}H_{5})_{2}O+\ 2\ (C_{6}H_{5})_{3}P\rightarrow BeH_{2}+\ 2\ (C_{6}H_{5})_{3}P\cdot BH_{3}+(C_{2}H_{5})_{2}O} }